# Eduarda Lisboa
Eduarda "Duda" Santos Lisboa (ur. 1 sierpnia 1998 w Aracaju) – brazylijska siatkarka plażowa, triumfatorka cyklu World Tour w 2018 z Ágathą Bednarczuk, z którą gra od 2017 roku. Pierwsze zwycięstwo w turnieju World Tour odniosła w 2016 roku w Maceio.